# Nádson
Nádson Rodrigues de Souza, mais conhecido como Nádson (Serrinha, 30 de janeiro de 1982), é um ex-futebolista brasileiro que atuava como atacante.

## Carreira
Foi revelado pelo Vitória, onde se destacou como um dos artilheiros do time, sendo inclusive convocado e atuando em 2 partidas pela Seleção Brasileira Sub-23 que representou a seleção principal na disputa da Copa Ouro de 2003. Chamou a atenção do Suwon Samsung Bluewings, da Coreia do Sul, que o contratou em 2003, após a competição continental. Ainda em 2003, quando atuava pelo Vitória, Nadson era artilheiro do Brasil e foi protagonista da goleada histórica do rubro-negro baiano contra o Palmeiras ao aplicar um sonoro 7 a 2 em pleno Estádio Palestra Itália, válido pela oitavas de final da Copa do Brasil de 2003. Na ocasião, ele fez 4 gols:
A gente entrou em campo achando que um empate seria bom, jamais imaginamos que poderíamos fazer 7. Mas naquele dia jogamos demais, e, de nove chutes, sete entraram. Tive grandes momentos na carreira, já fiz três gols num Ba-Vi, mas nada se comparou àquele jogo com o Palmeiras.— disse o atacante em entrevista em 2015
O garoto de Serrinha ainda teve mais dois jogos marcantes pelo Leão naquele semestre, um contra o América de Natal e outro contra o Bahia. No primeiro pela semifinal da Copa do Nordeste, o Vitória perdia o jogo pelo placar de 2-1 quando Nadson arrancou do meio de e empatou a partida. Minutos depois desempatou o jogo com um bonito gol de bicicleta carimbando a vaga na final do regional. O segundo, contra o maior rival no estadual, a partida já estava com 32 minutos do segundo tempo e o Vitória perdia por 2-0, quando Nadson entrou em campo e fez três gols virando o clássico. 
Em 2005, retornou ao Brasil, num empréstimo ao Corinthians. Em 2006, após o final do empréstimo e uma passagem discreta pelo clube paulista, onde marcou apenas um gol, retornou ao Suwon Samsung Bluewings.
Em 2008, atuou durante seis meses pelo Vegalta Sendai, do Japão e, no final da temporada, foi contratado pelo clube que o revelou, o Vitória, que tentava a sua contratação há muito tempo, para a disputa da temporada 2009.
Sua volta ao Leão foi em parte decepcionante para a torcida e para o clube. Fora de forma, teve de esperar um tempo até reestrear com a camisa rubro-negra. Entretanto conseguiu desempenhar um bom futebol, em 15 jogos fez 8 gols, mas foi perdendo espaço na equipe devido a lesões e a chegada de outros centroavantes mais regulares. O sonho acabou se tornando pesadelo e o atacante acabou se transferindo, em julho, para o arquirrival do time de Salvador, o Bahia, antes especulado para jogar no futebol português.
No tricolor, Nadson se recuperou e fez um bom campeonato, embora seu time não tenha vivido bons momentos na competição, tendo apenas brigado para não ser rebaixado.
No final de 2009, não renovou com o Bahia e foi contratado pelo Sport para a temporada de 2010.
Em 2011, assinou com o Jacuipense para a disputa da segunda divisão baiana.
Em setembro de 2011, Nádson acertou com o América de Natal.
Em 2012, acertou com o time do Qatar, o Al-Shamal. Em junho, após se destacar na equipe do Oriente Médio, acertou seu retorno ao Jacuipense.

## Títulos
Vitória
- Copa do Nordeste: 2003
- Campeonato Baiano: 2003 e 2009

Seleção Brasileira
- Copa Ouro da CONCACAF: 2003 (vice-campeão)

## Artilharias
- Copa do Nordeste: 2003 (5 gols)
- Campeonato Baiano: 2003 (7 gols)
- Copa do Brasil: 2003 (8 gols - vice-artilheiro)